# Снелл, Эрл Уилкокс
Эрл Уилкокс Снелл (англ. Earl Wilcox Snell; 11 июля 1895, Олекс, штат Орегон — 28 октября 1947, Лейк, штат Орегон) — американский политик, бизнесмен, 23-й губернатор Орегона в 1943—1947 годах. Член Республиканской партии. Был спикером Палаты представителей Орегона.
Американский журналист Джон Гюнтер охарактеризовал Снелла как «гениального и посредственного человека».

## Ранние годы
Эрл Снелл родился в 1895 году на ферме недалеко от городка Олекс, штат Орегон. Он вырос в г. Арлингтон (округ Гилэм). Получил образование в государственной школе и посещал Орегонский технологический институт, не получив учёной степени (этот институт находился в Портленде, частном учреждении и не был связан с Орегонским технологическим институтом в Кламат-Фолс). Он стал партнёром автомобильного представительства Арлингтона. После службы в армии во время Первой мировой войны он поселился в соседнем Кондоне, где женился на Эдит Уэлшонс, от которой у него родится сын. Некоторое время издавал местную газету. Он стал единственным владельцем автосалона в Арлингтоне и это было его основным средством существования на всю оставшуюся жизнь. Позже он расширил свои деловые интересы, включив в него скотоводство и банковское дело.
В телеинтервью WUGA с известным музыкантом Доком Северинсеном из Арлингтона, последний заявил, что в детстве летом он жил со Снеллом и его женой. Док заявил, что Снелл подарил ему свой первый инструмент (армейский горн) и оказал на него сильное влияние. Снелл также иногда водил Дока в здание Капитолия, когда он был губернатором.

## Политическая карьера
После работы в городском совете Арлингтона в 1926 году он был избран в Палату представителей штата Орегон. В 1934 году, несмотря на приход демократов в Орегон, ранее республиканский штат, Снелл был избран государственным секретарём штата Орегон, который занимал с 1935 по 1943 год.
Из-за ограниченного срока полномочий Снелл решил бросить вызов действующему губернатору своей партии Чарльзу А. Спрейгу на республиканском праймеризе. Он получил сильную поддержку со стороны ассоциации автомобильных дилеров штата, и в итоге был избран губернатором с 78 процентами голосов, вступив в должность 11 января 1943 года.
Администрация Снелла была отмечена природоохранными мерами, проектами общественных работ и программами помощи в соответствии с федеральными программами «Нового курса» президента Рузвельта, а также инициативами, направленными на продвижение сельскохозяйственных, лесных и промышленных интересов с целью расширения экономики Орегона. Он был переизбран в 1946 году с перевесом более чем два к одному, но умер на своем посту в следующем году.

## Смерть
28 октября 1947 года Снелл, государственный секретарь штата Орегон Роберт С. Фаррелл-младший, и президент сената штата Маршалл Э. Корнетт погибли вместе с пилотом Клиффом Хогом, когда их небольшой самолёт разбился в штормовую погоду к юго-западу от озера Дог в округе Лейк. Похороны Снелла, Фаррелла и Корнетта прошли в Капитолии в Сейлеме. Снелл был похоронен в Мемориальном парке Салема Белкрест.